# Ricardiaanse equivalentie
De Ricardiaanse equivalentiepropositie, ook bekend als het Barro-Ricardo-equivalentietheorema, is een economische theorie die stelt dat consumenten de budgetrestricties van de overheid internaliseren: dit heeft tot gevolg dat de timing van eventuele veranderingen in de belastingen geen invloed heeft op veranderingen in de bestedingen. Bijgevolg suggereert de Ricardiaanse equivalentie dat het niet uitmaakt of een overheid haar uitgaven door de creatie van schulden of door een belastingverhoging financiert, omdat het effect op de totale omvang van de vraag in de economie uiteindelijk hetzelfde is.